# デイブ・マッカートニー (架空の人物)
デイブ・マッカートニー（英表記：Dave McCartney）は、 さいとう・たかを作の劇画『ゴルゴ13』に登場するガンスミス（銃職人）で架空の人物。初出は第37話「AT PIN-HOLE!」。ゴルゴ13スピンオフ作品『銃器職人・デイブ』の主人公。
主人公のゴルゴ13（以下ゴルゴ）については、ゴルゴ13 (架空の人物)を参照。またサブタイトル作品についてはゴルゴ13のエピソード一覧を参照。

## 人物

### 個人情報
男性。ニューヨークに在住。広い富士額で丸眼鏡をかけた出っ歯。近年では頭髪が白髪まじりで描かれている。仕事場ではオーバーオールを着用。初登場時はダラスにてオスカー・ウィラードの下で働いており、後に独立。依頼および製作はもっぱら自らの仕事場で行うが、「軌道上狙撃」の時だけは例外的にゴルゴから出張依頼（拉致）を受ける。
ニューヨークではデイブス葬儀社の地下に作業場を持ち、自身はデイブス葬儀社の雑用係を装っている。この作業場は中国系マフィアの麻薬製造所だったのをペンタゴン職員ゲレイロによって提供されたものである。
東京に特殊無線や違法無線の改造・製作職人の知人がいる（「神の耳・エシュロン」）。

### 技能
自分の仕事にプライドを持つプロフェッショナルであり、全米で5指に入るガンスミス。ゴルゴが依頼遂行上、特殊な銃や弾丸が必要と判断した場合に仕事を請け負うことが多い。未完に終わった仕事はあるものの、依頼を断ったことや期待を裏切ったことはなく、ゴルゴの不敗伝説の陰の功労者でもある。

### 性格
よく軽口を叩き、仕事場にもポルノ雑誌やテレビを持ち込むなど、一流の銃職人と思えない風体。だが一旦仕事にかかると目の色が変わり、ゴルゴに対しても「仕事の邪魔だ」と言ってはばかららない。毎回厄介な仕事を持ちかけるゴルゴへの懸念から、ターゲットを尋ねるのが口癖となっている。

### ゴルゴとの関係
長年の付き合いから既に腐れ縁の間柄。「とんだ客に見込まれた」と愚痴をこぼしながらも、多額の報酬と自尊心をくすぐる説得に釣られ、注文を受け続ける。ゴルゴもその腕を高く評価しており、「ありがとう」「よく作ってくれた」と報酬以外に感謝の意を受けた数少ない人物である。

## 登場作品
依頼は全てゴルゴから受けたもの。
第7巻37話「AT PIN-HOLE!」
初登場。ダラスのビリーの店(オスカー・ウィラードが支配人)の駐車場の地下にある隠し工房にて「1km先のフットボールを狙撃出来る銃と弾丸」の製作を依頼される。あまりの標的に思わず「クレージー」と叫ぶほどだったが、さらに通常3日はかかる製作期間を3時間に制限される。自身の「すべてをこれにかけてみせる」として銃はヘンメリー・ワルサーが土台にされ、弾丸は装薬量を増やし鉛とステンレスで包みスーパーマグナム化した.30-06スプリングフィールド弾が1発のみ、試射用も無しで時間内で制作された。1km先の飛行機のコクピットへの狙撃に使用された。
第39巻138話「軌道上狙撃」
ニューヨークで個人の地下工房を構えていた所を拉致同然に召喚され「無重力、真空状態で使用可能な無反動型M16」の製作を依頼される。軍事衛星「ダモクレスII」の狙撃に使用された。試作品の存在しない銃で自ら「世界で最も高価な銃」と評した。完成までにNASAの4人のスタッフと72時間の徹夜作業を要し、ゴルゴを見送った直後に昏倒している。
第54巻189話「穀物戦争 蟷螂の斧」
「M16用223ウィンチェスター弾の弾頭に極小の雷管、火薬を埋め込んだ炸裂弾」の製作を依頼される。穀物コンビナートの粉塵爆発を利用した破壊工作に使用された。
第75巻257話「G線上の狙撃」
「現場に放棄することを前提とした『前科のないM16』」の調達、および「専用スコープの準備」「テレビカメラの台に固定するためのネジ穴開け」などのカスタマイズを依頼される。コンサートホールにて演奏中のバイオリンの絃だけを狙撃するために使用された。
それまでの依頼からすれば格段に簡単であったらしく、デイブは「それだけか?」と不審に思うが、「簡単な作業に敢えて自分を指名してきたのは、仕事の正確性を買われている証拠」と納得して約1時間で完了させた。
第94巻319話「クラウン夫妻の死」
「火砕流の塊を加工したエアガン仕様の弾丸」の製作を依頼される。規格上殺傷力は小さいものの、ターゲットを行動不能にする目的に使用された。
第130巻431話「死刑執行0：01AM」
狙撃銃の注文に加え、「弾頭を炭化タングステンのハイスピード鋼に換装したマグナム弾」の製作を依頼される。さらに半日かかる製作時間を4時間に制限される。
第144巻476話「神の耳・エシュロン」
デイブ本人は登場せず、名前のみ出てくる。電波や電磁波の発生しない盗聴器の作成という依頼に対し隅田川沿いにある違法無線を取り扱う企業を紹介する。
第145巻481話「殺人劇の夜」
「低温融解する特殊合金で作られた組み立て式拳銃パーツ」、「万年筆に偽造したバレル」などの製作を依頼される。合金の強度上、使用限度は1発のみ。密室での狙撃に使用された後、証拠隠滅のため融解処理された。
第150巻496話「宴の終焉」
「150ミリの圧縮均質装甲板と30センチのコンクリート壁を撃ち抜く銃弾、及び同口径の焼夷弾」の製作を依頼される。だが狙撃可能な銃の重量の問題から規格を変更し、対物ライフル・バーレットをモデルにした30ミリ口径の特殊銃と、装甲板の貫通のみ可能な炭化タングステン弾などを製作する。依頼条件と同規格のCIA並びにFBIの特別金庫室の内部資料焼却に使用された。戦車の装甲を貫通する威力で、それだけに狙撃時は雷のような轟音が響く。
作中で唯一不完全な仕事となったが、ゴルゴが対策を講じたため大事には至らなかった。
この時造った銃弾の設計をゴルゴに説明したところ、めったに感情を表面に出さないゴルゴが驚いたり、「なるほど……」とうなったりするあたり彼の腕の良さがうかがえる。
第176巻487話「アジ・ダハーカの羽」
二種の特殊弾丸の製作を依頼される。いずれもシェラック樹脂で弾丸を作り、1発は先端に旋盤の刃に偽装したタングステンを仕込み、もう1発はマグネシウムとセリウムでコーティングしている。
バイオ燃料車「プルーム」の走行テストを、設計上の欠陥を疑わせることなく失敗させるという依頼に使用された。
かなり手間のかかる作業となり、受け取ったゴルゴも思わず「ご苦労だった…」と声をかけた。
第205巻第558話「ドローン革命」
ニューヨークにて米海軍のアーレイ・バーク級ミサイル駆逐艦に装備されている電波妨害装置AN/SLQ-32を扱う乗組員を仲介する。
第208巻第564話「最終兵器小惑星爆弾」
モスクワに落下する小惑星を破壊するためにロシア政府から依頼されたゴルゴの要請によりアメリカから強引にロシアに連れてこられ、ロシア軍やロシア軍需企業の支援の下、レールガン用のAPFSDSによく似た巨大なタンタル製特殊徹甲弾を2発製作した。
第593話「AIメティス」
ゴルゴの依頼により、ニューヨークの街中で群集や警備中の警官に気づかれぬよう特殊弾薬を使用する発射音が60デシベルの極めて小さい音量の特殊消音銃を製作する
第614話「最終ウイルス」
ゴルゴの依頼により、中古旅客機を調達し発射速度毎分100万発と言われる超高速機関銃メタルストームとレーザー照準器を改造した旅客機に搭載する。

## スピンオフ

### 武器屋の長い午後
『オフィシャル・ブックTHEゴルゴ学』に収録されている描き下ろしの主役作品。相変わらず人使いの荒いゴルゴを「（「過労死させる気か」的な意味で）人殺し」と罵倒し、同業者からも「キナ臭い仕事からは身を退く年齢」と忠告を受ける。それでも依頼品を完成させ、ゴルゴから「引退がまた延びたな」と賛辞を送られる。

### 銃器職人・デイブ（ガンスミス・デイブ）
『ビッグコミック増刊』にて2021年8月号から2022年6月号まで連載された後、新章が2024年3月号から連載されている。本編と同じく、さいとう・たかを（没後は「原作さいとう・たかを」の表記）とさいとう・プロダクションによる。脚本は、さいとう自身、さいとう・プロ（さいとう没後分）の他、全話の脚本にテーラー平良が参加している。単行本は小学館ビッグコミックスから、既刊2巻。
- 原作：さいとう・たかを／さいとう・プロ作品『ゴルゴ13スピンオフシリーズ 1 銃器職人・デイブ』小学館〈ビッグコミックス〉、 2022年9月30日発売 ISBN 978-4-09-861443-1
- 原作：さいとう・たかを／さいとう・プロ作品『ゴルゴ13スピンオフシリーズ 1 銃器職人・デイブ 2』小学館〈ビッグコミックス〉、 2025年1月30日発売 ISBN 978-4-09-863252-7

第1話「死神の鎌を研ぐ男(シャープナー・オブ・デスサイズ)」 （ビッグコミック増刊 2021年8月号 掲載）
第2話「チャンスをくれる街」 （ビッグコミック増刊 2021年10月号 掲載）
第3話「ドライにしてくれ」 （ビッグコミック増刊 2021年12月号 掲載）
第4話「ドラゴンズブラッド-龍の血を受け継ぐもの-」 （ビッグコミック増刊 2022年3月号 掲載）
第5話「ドイツの黒猫とガンスミス」 （ビッグコミック増刊 2022年6月号 掲載）
第6話「グリーンゴールドとモンストゥラス」 （ビッグコミック増刊 2024年3月号 掲載）
第7話「火龍(ガアシエンディエタ)の呪い」 （ビッグコミック増刊 2024年6月号 掲載）
第8話「イングリッシュウォールナッツと執事のガンスミス」 （ビッグコミック増刊 2024年8月号 掲載）
第9話「平和の守護者(ピースキーパー)」 （ビッグコミック増刊 2024年10月号 掲載）
第10話「メダリオン・地獄への許可証」 （ビッグコミック増刊 2024年12月号 掲載）
第11話「移動要塞」 （ビッグコミック増刊 2025年3月号 掲載）
第12話「Fake Vision」 （ビッグコミック増刊 2025年6月号 掲載）
第13話「魔女の眼とイラク戦争の勇者」 （ビッグコミック増刊 2025年8月号 掲載）

## テレビアニメ（2008年）
千田光男が声（並びに次回予告）を担当。初登場エピソードである第1話から登場。原作と異なり依頼に応じて出張先で仕事をこなす他、原作からのアレンジにより「傑作・アサルトライフル」、「TOUCH DOWN」などにも登場している。また、髪の色は茶髪、目の色は緑になっている。

## その他
パチンコ「CRゴルゴ13 STRIKES AGAIN」とパチスロ「ゴルゴ13ザプロフェッショナル」「ゴルゴ13 あの男に連絡だ!」に登場。